# (5525) 1991 TS4
(5525) 1991 TS4 es un asteroide perteneciente al cinturón de asteroides descubierto el 15 de octubre de 1991 por Nobuhiro Kawasato desde el Uenohara Observatory, Japón.

## Designación y nombre
Designado provisionalmente como 1991 TS4.

## Características orbitales
1991 TS4 está situado a una distancia media del Sol de 2,220 ua, pudiendo alejarse hasta 2,556 ua y acercarse hasta 1,885 ua. Su excentricidad es 0,150 y la inclinación orbital 7,615 grados. Emplea 1208,88 días en completar una órbita alrededor del Sol.

## Características físicas
La magnitud absoluta de 1991 TS4 es 13,2. Tiene 5,281 km de diámetro y su albedo se estima en 0,403. 